# بندر خمير
بندر خمير (بالفارسية: بندر خمیر) هي مدينة تقع في إيران في البلدة المركزية. يقدر عدد سكانها بـ 11,307 نسمة .
الأماكن السياحية:
- عين خمير
- قلعة سعيد بن سلطان
- جدار سدار
- عين كلو
- غابات القرم
- سقف خمير